# Agrypnus leucaspis
Agrypnus leucaspis es una especie de escarabajo del género Agrypnus, tribu Agrypnini, familia Elateridae. Fue descrita científicamente por Candèze en 1874.
Se distribuye por Malasia, en el estado de Malaca.